# عین عباسه
عین عباسه (به عربی: عين عباسة) یک شهرداری در الجزایر است که در استان سطیف واقع شده‌است.